# Meillerwagen
Il Meillerwagen era un rimorchio (TEL) tedesco utilizzato durante la seconda guerra mondiale per il trasporto del razzo V2 al punto di partenza, per erigere il missile sul Brennstand (punto di lancio), per poterlo rifornire e per preparare il suo lancio.
Il termine ufficioso 'Meillerwagen' fu spesso utilizzato nei documenti ufficiali e si riferisce a un fornitore di componenti per il rimorchio, Meiller-Kipper GmbH di Monaco di Baviera, Germania (fondata 1850). A Peenemünde, dove si trovava il centro di ricerche, si progettò il Meillerwagen, mentre la società Gollnow lo assemblò.
Il Meillerwagen fu assemblato grazie a lavoratori italiani e russi prigionieri nel lager Rebstock. Il Meillerwagen aveva il numero di codice 102 e comprendeva l'Sd.Kfz. 7, un veicolo per il controllo del lancio di 8 tonnellate. Il lancio del V2 da apparecchiature mobili fu studiato sotto il nome in codice Regenwurm ("lombrico") per sostituire il lancio dai bunker, come ad esempio dal bunker di Watten.

## Descrizione

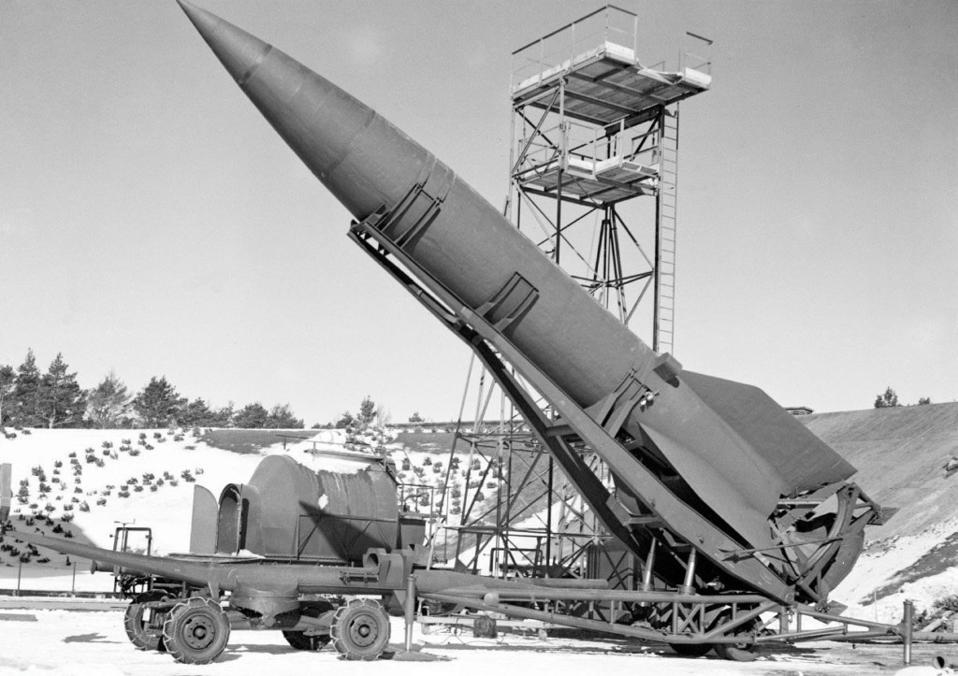
Un Meillerwagen in fase di preparazione per posizionare il V2 in verticale

Il mezzo di trasporto Meillerwagen per il razzo V2 consisteva dei seguenti veicoli:
- Feuerleitzugmaschine Sd.Kfz. 7 (veicolo di comando);
- Feuerleitpanzer Sd.Kfz. 251 (veicolo di comando);
- Hanomag SS-100 (motrice);
- Meiler-Wagen (carro per il lancio del V2);
- Opel-Blitz T-Stoffwagen (auto-cisterna per il T-Stoff, forse la stessa versione "Ausf. S" ed usati per il Me 163B);
- Kesselanhänger für Fl-Sauerstoff (auto-cisterna ossigeno liquido).

## Sopravvissuti
Negli anni sono state costruite 200 unità, di cui solamente tre sono sopravvissute:
- Australian War Memorial a Canberra in Australia: modello recuperato nell'operazione Backfire, numero seriale 5628;
- RAF Museum Cosford, a Cosford in Inghilterra: modello recuperato nell'operazione Backfire, numero seriale sconosciuto;
- National Museum of the United States Air Force, a Dayton, nell'Ohio, USA: un'unità sperimentale A4b restaurato, numero seriale 7364).

Un numero imprecisato di tali unità furono prese dall'Unione Sovietica ma poche sono le speranze che ne possano esistere ancora.